# Nosorožec tuponosý jižní
Nosorožec tuponosý jižní (Ceratotherium simum simum) je jeden ze dvou poddruhů nosorožce tuponosého. Žije v zemích jižní Afriky a jedná se o nejpočetnější formu nosorožce na světě. Celkový počet jedinců ve volné přírodě se pohybuje okolo 20 000, přičemž naprostá většina z nich žije v Jihoafrické republice.

## Taxonomie
Nosorožci tuponosí se v tradiční taxonomii dělí na dva poddruhy. Jedná se o jižní nominátní subspecii Ceratotherium simum simum Burchell 1817, která je v současnosti poměrně početná, a severní subspecii Ceratotherium simum cottoni Lydeker 1908, jež čelí akutní hrozbě vyhynutí. Nicméně poslední výzkumy morfologie a genetiky publikované v roce 2010 doporučují uznání obou poddruhů za samostatné druhy Ceratotherium simum a Ceratotherium cottoni. Hlavní rozdíly spočívají ve stavbě lebky a zubů. Dalším rozlišovacím znakem je celková velikost, kdy jižní (pod)druh bývá v naprosté většině případů vyšší, delší a těžší. Nejvíce patrné je to u maximální zjištěné hmotnosti zkoumaných samců, kdy jižní poddruh vážil až 2400 kg, zatímco severní do 1600 kg. Oba předpokládané druhy podle této studie dělí asi 1 milion let samostatného vývoje.

## Výskyt

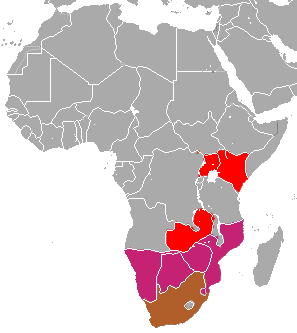
Mapa států, v nichž žije nosorožec tuponosý jižní (hnědě – původní přeživší populace, fialově – reintrodukce, červeně – introdukce)

Nosorožec tuponosý jižní žil původně ve všech pevninských zemích jižní Afriky, nicméně současné rozšíření je poněkud odlišné. Naprostá většina jedinců (více než 90 %) žije v Jihoafrické republice, především v Krugerově národním parku, v rezervaci Hluhluwe-Imfolozi a v některých soukromých chráněných oblastech. Malé množství jedinců obývá Botswanu, Namibii, Svazijsko, Mosambik a Zimbabwe. Introdukován byl tento poddruh do Keni, Zambie, Ugandy a také do vzdáleného Pobřeží slonoviny (zdejší populace je označována jako poloochočená).

## Popis
Jižní forma nosorožce tuponosého je největší ze všech nosorožců a zároveň patří mezi největší zvířata na Zemi. Samice jsou sice menší než samci, ale nijak výrazně. Délka těla bez ocasu je 337 až 380 cm, ocas měří 70 až 120 cm. Výška v kohoutku dosahuje 171 až 185 cm. Hmotnost samic se většinou pohybuje do 1700 kg, samců do 2300 kg. Výjimečně velcí jedinci ale mohou vážit až 3600 kg. Hlava nosorožce tuponosého je výrazně protažená a zakončená širokými jakoby hranatými pysky. Někdy se mu proto říká nosorožec širokohubý. Na hlavě vyrůstají dva rohy. Přední bývá delší a měří obvykle 60–70 cm, zadní většinou okolo 30 cm. Toto jsou pouze průměrné hodnoty. Délka rohů někdy může přesáhnout 80 cm a rekordní kusy mají přední rohy až okolo 1,5 metru dlouhé. Rohy samic bývají většinou poněkud delší a tenčí než rohy samců. Zbarvení kůže je světle šedé, většinou světlejší než je tomu u ostatních druhů nosorožců. To mu však nevyneslo běžně používané mezinárodní označení nosorožec bílý Toto jméno vzniklo zaměněním búrského výrazu wijd („široký“) za anglické slovo white („bílý“). Jižní poddruh, kromě toho že je v průměru větší než severní, bývá i méně chlupatý.

## Ekologie a chování

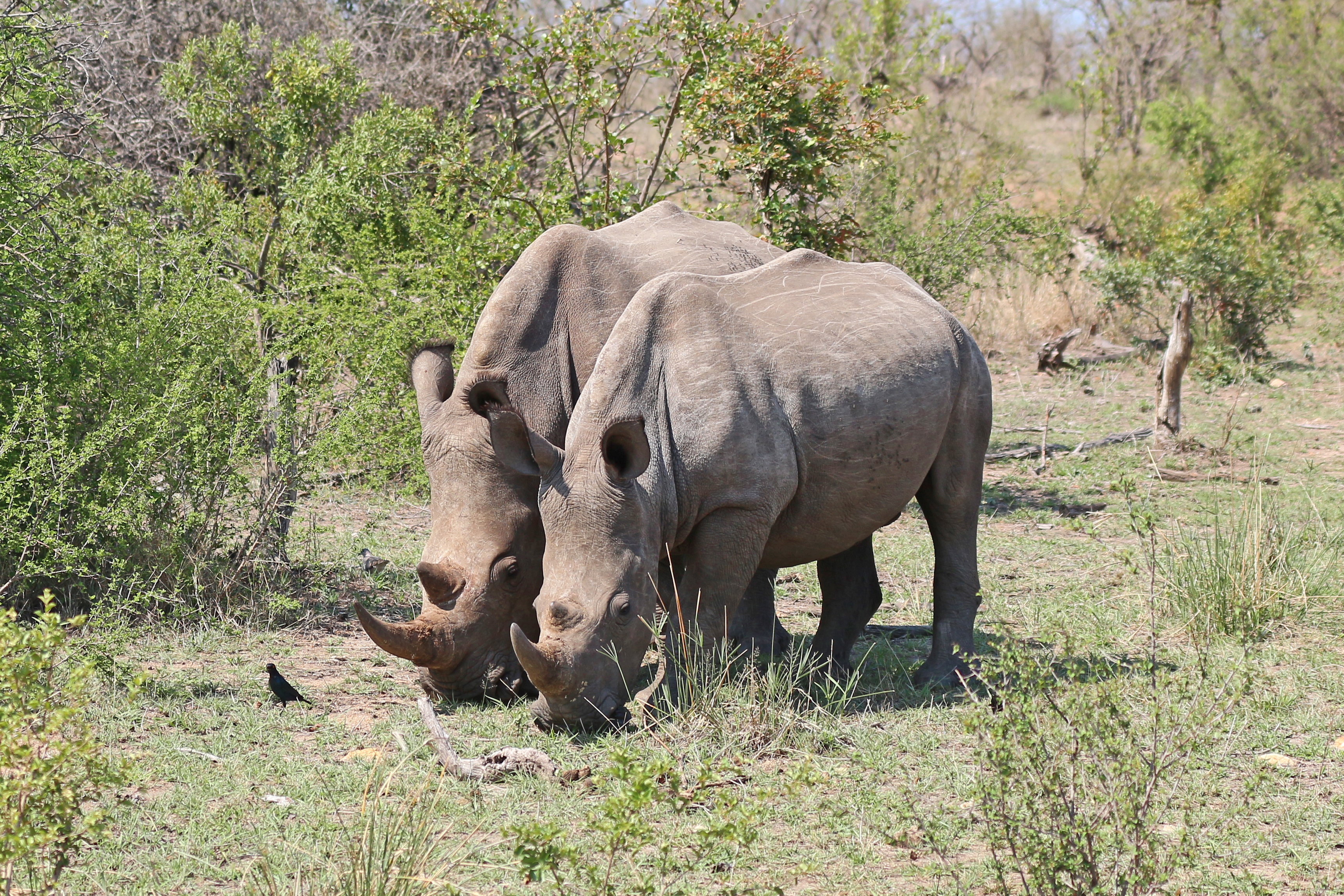
Dva pasoucí se nosorožci v Krugerově národním parku

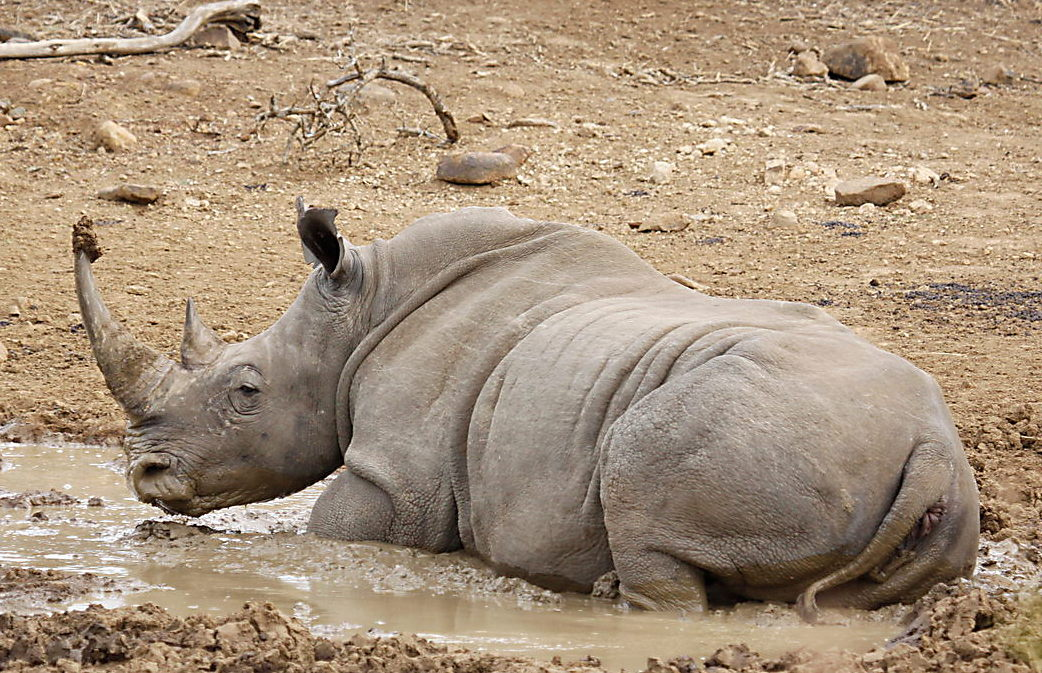
Nosorožec tuponosý válející se v bahně

Nosorožci tuponosí jsou obecně mírná zvířata, avšak samice s mláďaty mohou vykazovat zvýšený stupeň agresivity. Samci mezi sebou někdy bojují o teritorium. Velikost teritoria jednoho nosorožce se pohybuje nejčastěji od 0,5 do 14 km2, v některých oblastech to může být až okolo 100 km2. Rádi se válejí v bahně, ale vodu ke koupání nevyhledávají. Nicméně na vodě jsou závislí a zřídka se vyskytnou dále než 5 km od jejího zdroje. Jedná se o živočichy s denní nebo soumračnou aktivitou v chladnějším období. V teplém období se vyhýbají aktivitě od 9 hodin ráno do asi 3 hodin odpoledne. Obvykle se pohybují pomalu, ale dokáží běžet rychlostí 24 km/h a po krátkou dobu až 40 km/h. Nosorožci jsou krátkozrací, proto pro ně hrají důležitou roli sluchové a čichové podněty.

### Potrava
Nosorožci tuponosí jsou striktní býložravci. Požírají především různé druhy travin (rody Hyparrhenia, Panicum, Urochloa, Digitaria, Chloris, Heteropogon, Loudetia, Brachiaria a další), listí, semínka, ořechy a květy. Olizují i nektar z květů a mízu ze stromů. Mláďata se do věku 2 až 3 týdnů živí výhradně mateřským mlékem, pak se začínají pást.

### Rozmnožování, život
Jak samci tak samice mívají více partnerů (polygamie). Samec obvykle zjišťuje u samic, které se dostaly na jeho území, zda jsou říjné a ochotné se pářit pomocí pachových stop v moči. Pokud je samice připravena, samec zareaguje vyšší produkcí testosteronu. Pár spolu zůstává asi 5 až 20 dní, páření jako takové probíhá v období 2 až 5 dnů a každé jednotlivé trvá 15 až 30 minut. Období březosti trvá 16 měsíců (podle jiného zdroje 530 až 550 dnů). Samice rodí vždy jedno mládě, které váží při narození v průměru 48,5 kg či (podle jiného zdroje) 65 kg. Po asi 12 měsících bývá odstaveno. Samice může mít mládě každé 2 až 3 roky. Pohlavní zralost nastává po 3 až 5 letech (samice) resp. 5 až 7 letech (samci), nicméně rozmnožovat se obvykle začínají až o několik let později (v asi 7 až 12 letech). Nosorožci tuponosí se dožívají 30 až 40, vzácně snad i 50 let.

### Predace, parazitismus, sloni
Dospělí nosorožcí tuponosí nemají kromě člověka přirozené nepřátele. Mláďat se mohou občas zmocnit lvi, a výjimečně též hyeny skvrnité. Samice s mláďaty proto vytvářejí v oblastech výskytu těchto predátorů stáda a mláďata si navzájem chrání.
Mezi nejčastější parazity nosorožců patří různé druhy klíšťat. Dále je sužují parazitické mouchy, především druh Rhinomusca dutoiti. Někteří jedinci mohou zemřít na infekci způsobenou tripanosomou. Velká část populace je promořena parazitickou pyroplasmou Theileria bicornis.
Nečekaná hrozba pro nosorožce se objevila koncem 20. století v některých rezervacích (Pilanesberg NP, Borakalalo NP, Itala Game Reserve, Hluhluwe-Imfolozi, Letaba Ranch a další). Tou dobou byli osiřelí samci slonů přemisťováni do přírodních parků a poté, co dosáhli téměř dospělosti a přišli do říje, začali být extrémně agresivní a své sexuální a útočné choutky si vybíjeli na nosorožcích. Výsledkem byly desítky zabitých nosorožců tuponosých.

### Role v ekosystému
Spásáním trávy přispívají nosorožci k prevenci šíření požárů, na což mají větší vliv než jiní býložravci a spásači trávy.

## Populace, ochrana
Jižní poddruh nosorožce tuponosého je nejpočetnějším nosorožcem ze všech recentních druhů a poddruhů. Obnova jeho populace, k níž došlo během 20. století, se považuje za jeden z největších úspěchů ochrany přírody. V roce 1880 byl tento nosorožec považován za vyhynulého, ale záhy se podařilo objevit přežívající zbytek populace na území KwaZulu-Natal. Začátkem 20. století žilo ve volné přírodě asi 50 až 100 jedinců, nebo možná ještě méně. V 50. letech 20. století byla přijata ochranná opatření a v roce 1960 bylo napočítáno 840 jedinců. Různé ozbrojené střety ve státech jižní Afriky nicméně situaci v 70. a 80. letech komplikovaly. Určité množství jedinců bylo dopraveno do národních parků, především Krugerova, kde se začalo úspěšně množit. Populace v Krugerově parku vzrostla z 337 kusů v roce 1973 na 1876 v roce 1993. Koncem roku 2010 byl proveden census, který přinesl následující výsledky. V Jihoafrické republice žilo 18 796 nosorožců bílých, v Namibii 469, v Keni 365, v Zimbabwe 290, v Botswaně 135, ve Svazijsku 88, v Ugandě 9, v Zambii 7 a v Mosambiku 6. Celkem se jednalo o 20 160 zvířat. Odhady populace k roku 2015 se pohybují v rozmezí 19 666 a 21 085 jedinci.

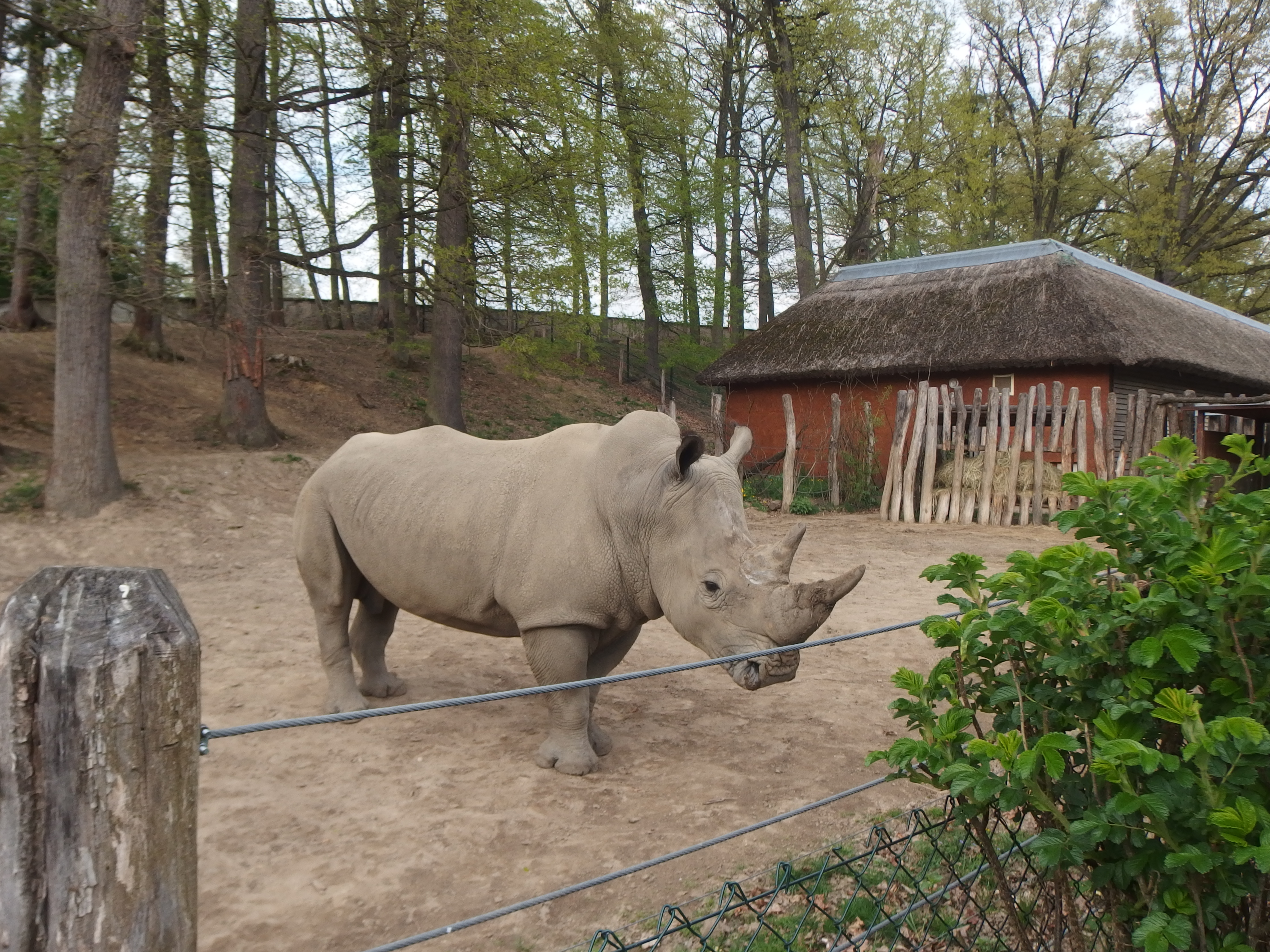
Nosorožec tuponosý chovaný ve zlínské zoo

## Hrozby
Mezinárodní svaz ochrany přírody (IUCN) vede nosorožce tuponosého jižního jako taxon téměř ohrožený. Hlavní hrozbou pro nosorožce je pytláctví, přičemž primárním cílem pytláků jsou rohy. Ty se buď využívají v tradiční čínské medicíně jako součást různých léčebných přípravků (avšak bez jakéhokoliv vědecky prokázaného účinku), anebo jako surovina na výrobu ornamentálních rukojetí dýk zvaných janbiya v zemích Středního východu. Počty nosorožců ulovených pytláky v posledních letech výrazně rostly. Jen v Jižní Africe se zvýšily ze 13 kusů v roce 2007 na 448 v roce 2011.

## Chov v Zoo
K roku 2018 chová nosorožce tuponosého jižního Zoo Zlín a Zoo Dvůr Králové. Na Slovensku jsou chováni 2 jedinci v Zoo Bratislava.
Ve zlínské zoo se na konci listopadu 2024 narodilo samici Zantě mládě, které však brzy po porodu uhynulo. Šlo o první narozené mládě od roku 1993.